# Kell Brook
Ezekiel «Kell» Brook (nacido el 3 de mayo de 1986) es un exboxeador profesional británico que fue campeón de peso wélter de la FIB. La revista The Ring posicionó a Brook como uno de los mejores pesos wélter en el mundo a mayo de 2017. Boxrec lo colocó como el noveno mejor boxeador del mundo. Sus tres únicas derrotas las tuvo frente al campeón mundial del peso mediano Gennady Golovkin y los campeones del peso wélter Errol Spence Jr. y Terence Crawford.

## Récord profesional
| 40 Ganadas (28 KOs), 3 Derrotas |        |                      |      |               |            |                                                        | |
| Res.                            | Record | Oponente             | Tipo | Rd., Tiempo   | Datos      | Localidad                                              | Notas |
| Victoria                        | 40-3   | Amir Khan            | TKO  | 6 (12)        | 2022-02-19 | Manchester Arena, Manchester                           | |
| Derrota                         | 39–3   | Terence Crawford     | TKO  | 4 (12), 1:14  | 2020-11-14 | The Bubble, MGM Grand, Las Vegas                       | Por el título WBO del peso wélter.                                                                       |
| Victoria                        | 39–2   | Mark DeLuca          | KO   | 7 (12), 1:15  | 2020-02-08 | Sheffield Arena, Sheffield, Reino Unido                | Gana el título vacante WBO Intercontinental del peso superwélter                                         |
| Victoria                        | 38–2   | Michael Zerafa       | UD   | 12            | 2018-12-08 | Sheffield Arena, Sheffield, Reino Unido                | |
| Victoria                        | 37–2   | Sergey Rabchenko     | KO   | 2 (12), 1:27  | 2018-03-03 | FlyDSA Arena, Sheffield, Reino Unido                   | Gana el título vacante WBC Silver del peso wélter                                                        |
| Derrota                         | 36–2   | Errol Spence         | KO   | 11 (12), 1:47 | 2017-05-27 | Bramall Lane, Sheffield, Reino Unido                   | Pierde el título IBF del peso wélter                                                                     |
| Derrota                         | 36–1   | Gennady Golovkin     | TKO  | 5 (12), 1:52  | 2016-09-10 | The O2 Arena, Londres, Reino Unido                     | Por los títulos WBC, IBF, y IBO del peso medio                                                           |
| Victoria                        | 36–0   | Kevin Bizier         | TKO  | 2 (12), 2:15  | 2016-03-26 | Sheffield Arena, Sheffield, Reino Unido                | Retiene el título IBF del peso wélter                                                                    |
| Victoria                        | 35–0   | Frankie Gavin        | TKO  | 6 (12), 2:51  | 2015-05-30 | The O2 Arena, Londres, Reino Unido                     | Retiene el título IBF del peso wélter                                                                    |
| Victoria                        | 34–0   | Jo Jo Dan            | RTD  | 4 (12), 3:00  | 2015-03-28 | Motorpoint Arena, Sheffield, Reino Unido               | Retiene el título IBF del peso wélter                                                                    |
| Victoria                        | 33–0   | Shawn Porter         | MD   | 12            | 2014-08-16 | StubHub Center , Carson, California , US               | Gana el título IBF del peso wélter                                                                       |
| Victoria                        | 32–0   | Álvaro Robles        | TKO  | 8 (10), 1:35  | 2014-03-15 | Echo Arena, Liverpool, Reino Unido                     | |
| Victoria                        | 31–0   | Viacheslav Senchenko | TKO  | 4 (12), 2:57  | 2013-10-26 | Motorpoint Arena, Sheffield, Reino Unido               | |
| Victoria                        | 30–0   | Carson Jones         | TKO  | 8 (10), 1:07  | 2013-07-13 | Craven Park, Hull, Reino Unido                         | |
| Victoria                        | 29–0   | Hector Saldivia      | TKO  | 3 (12), 0:28  | 2012-10-20 | Motorpoint Arena, Sheffield, Reino Unido               | |
| Victoria                        | 28–0   | Carson Jones         | MD   | 12            | 2012-07-07 | Motorpoint Arena, Sheffield, Reino Unido               | Retiene el título IBF International del peso wélter                                                      |
| Victoria                        | 27–0   | Matthew Hatton       | UD   | 12            | 2012-03-17 | Motorpoint Arena, Sheffield, Reino Unido               | Retiene el título WBA Intercontinental del peso wélter; Gana el título IBF International del peso wélter |
| Victoria                        | 26–0   | Luis Galarza         | TKO  | 5 (10), 1:38  | 2011-12-17 | Boardwalk Hall, Atlantic City, New Jersey, US          | |
| Victoria                        | 25–0   | Rafał Jackiewicz     | TKO  | 6 (12), 2:36  | 2011-10-08 | Ponds Forge, Sheffield, Reino Unido                    | Retiene el título WBA Intercontinental del peso wélter                                                   |
| Victoria                        | 24–0   | Lovemore N'dou       | UD   | 12            | 2011-06-25 | Hillsborough Leisure Centre, Sheffield, Reino Unido    | Gana el vacante título WBA Intercontinental del peso wélter                                              |
| Victoria                        | 23–0   | Philip Kotey         | TKO  | 2 (12), 0:39  | 2010-12-11 | Echo Arena, Liverpool, Reino Unido                     | Retiene el título WBO Intercontinental del peso wélter                                                   |
| Victoria                        | 22–0   | Michael Jennings     | TKO  | 5 (12), 0:47  | 2010-09-18 | LG Arena, Birmingham, Reino Unido                      | Retiene los títulos British y WBO Intercontinental del peso wélter                                       |
| Victoria                        | 21–0   | Krzysztof Bienias    | TKO  | 6 (12), 2:46  | 2010-03-12 | Echo Arena, Liverpool, Reino Unido                     | Gana el título WBO Intercontinental del peso wélter                                                      |
| Victoria                        | 20–0   | Michael Lomax        | TKO  | 3 (12), 2:41  | 2009-07-18 | MEN Arena, Mánchester, Reino Unido                     | Retiene el título British del peso wélter                                                                |
| Victoria                        | 19–0   | Stuart Elwell        | TKO  | 2 (12), 1:29  | 2009-01-30 | York Hall, Londres, Reino Unido                        | Retiene el título British del peso wélter                                                                |
| Victoria                        | 18–0   | Kevin McIntyre       | TKO  | 1 (12), 2:00  | 2008-11-14 | Kelvin Hall, Glasgow, Escocia                          | Retiene el título British del peso wélter                                                                |
| Victoria                        | 17–0   | Barrie Jones         | TKO  | 7 (12), 0:42  | 2008-06-14 | York Hall, Londres, Reino Unido                        | Gana el vacante título British del peso wélter                                                           |
| Victoria                        | 16–0   | Darren Gethin        | RTD  | 3 (6), 3:00   | 2008-03-22 | International Arena, Cardiff, Gales                    | |
| Victoria                        | 15–0   | Aleksei Stoda        | PTS  | 6             | 2007-10-06 | Nottingham Arena, Nottingham, Reino Unido              | |
| Victoria                        | 14–0   | Karl David           | TKO  | 3 (8), 2:58   | 2007-04-07 | Millennium Stadium, Cardiff, Gales                     | |
| Victoria                        | 13–0   | David Kirk           | TKO  | 1 (6), 2:30   | 2006-12-09 | ExCeL, Londres, Reino Unido                            | |
| Victoria                        | 12–0   | Duncan Cottier       | TKO  | 3 (6), 0:45   | 2006-10-14 | MEN Arena, Mánchester, Reino Unido                     | |
| Victoria                        | 11–0   | Geraint Harvey       | TKO  | 3 (6), 1:52   | 2006-06-01 | Metrodome, Barnsley, Reino Unido                       | |
| Victoria                        | 10–0   | Ernie Smith          | PTS  | 6             | 2006-04-29 | Meadowbank Stadium, Edinburgh, Escocia                 | |
| Victoria                        | 9–0    | Ernie Smith          | PTS  | 4             | 2005-09-10 | International Arena, Cardiff, Gales                    | |
| Victoria                        | 8–0    | Jonathan Whiteman    | TKO  | 2 (4), 2:26   | 2005-07-09 | National Ice Centre, Nottingham, Reino Unido           | |
| Victoria                        | 7–0    | Ernie Smith          | PTS  | 6             | 2005-05-15 | Octagon Centre, Sheffield, Reino Unido                 | |
| Victoria                        | 6–0    | Lee Handley          | PTS  | 6             | 2005-03-04 | Magna Science Adventure Centre, Rotherham, Reino Unido | |
| Victoria                        | 5–0    | Karl Taylor          | PTS  | 6             | 2004-12-19 | Reebok Stadium, Bolton, Reino Unido                    | |
| Victoria                        | 4–0    | Brian Coleman        | TKO  | 1 (4), 1:08   | 2004-12-10 | Hillsborough Leisure Centre, Sheffield, Reino Unido    | |
| Victoria                        | 3–0    | Leeroy Williamson    | TKO  | 2 (6), 0:35   | 2004-11-09 | Elland Road Banqueting Suite, Leeds, Reino Unido       | |
| Victoria                        | 2–0    | Andy Cosnett         | TKO  | 1 (6), 1:01   | 2004-10-29 | Hotel Van Dyk, Clowne, Reino Unido                     | |
| Victoria                        | 1–0    | Peter Buckley        | PTS  | 6             | 2004-10-17 | Don Valley Stadium, Sheffield, Reino Unido             | Debut profesional.                                                                                       |